# Назаровка (Первомайский район)
Назаровка — посёлок в Первомайском районе Оренбургской области в составе Фурмановского сельсовета.

## География
Располагается на расстоянии примерно 20 километров по прямой на север от районного центра посёлка Первомайский.

## История
Упоминается с 1809 года, назван в честь казачьего офицера, имевшего здесь свой хутор. На нынешнем месте посёлок Назаровский появляется лишь на картах 1890 года. К началу XX века на месте современной Назаровки стояли хутора уральских казаков Жериховых, Кунаковских, Чечиных, Назаровых. В годы коллективизации в посёлке образовалась сельхозартель «Согласие», потом Назаровка была отделением совхозов «Мансуровский», имени Фурманова, а затем снова «Мансуровский».

## Население
Постоянное население составляло 409 человек в 2002 году (русские 73 %), 345 в 2010 году.

## Достопримечательности
В посёлке имеется однорядная сосновая аллея, заложенная ещё в XIX веке: 32 дерева высотой 22-24 метра и диаметром до 45 сантиметров. Молодые сосны вместе с землёй были привезены осенью 1856 года для усадьбы наказного атамана казачьего войска П. М. Назарова. Летом 1862 года аллею посетил писатель Л. Н. Толстой.